# Étrigny
Étrigny település Franciaországban, Saône-et-Loire megyében. Lakosainak száma 481 fő (2022. január 1.). Étrigny Nanton, Bresse-sur-Grosne, Champagny-sous-Uxelles, Chapaize, La Chapelle-de-Bragny, La Chapelle-sous-Brancion és Mancey községekkel határos.

## Népesség
A település népességének változása:
| Lakosok száma | 452  | 465  | 486  | 474  | 473  | 473  | 476  | 478  | 481  |
|               | 2013 | 2015 | 2016 | 2017 | 2018 | 2019 | 2020 | 2021 | 2022 |